# 조 효성왕

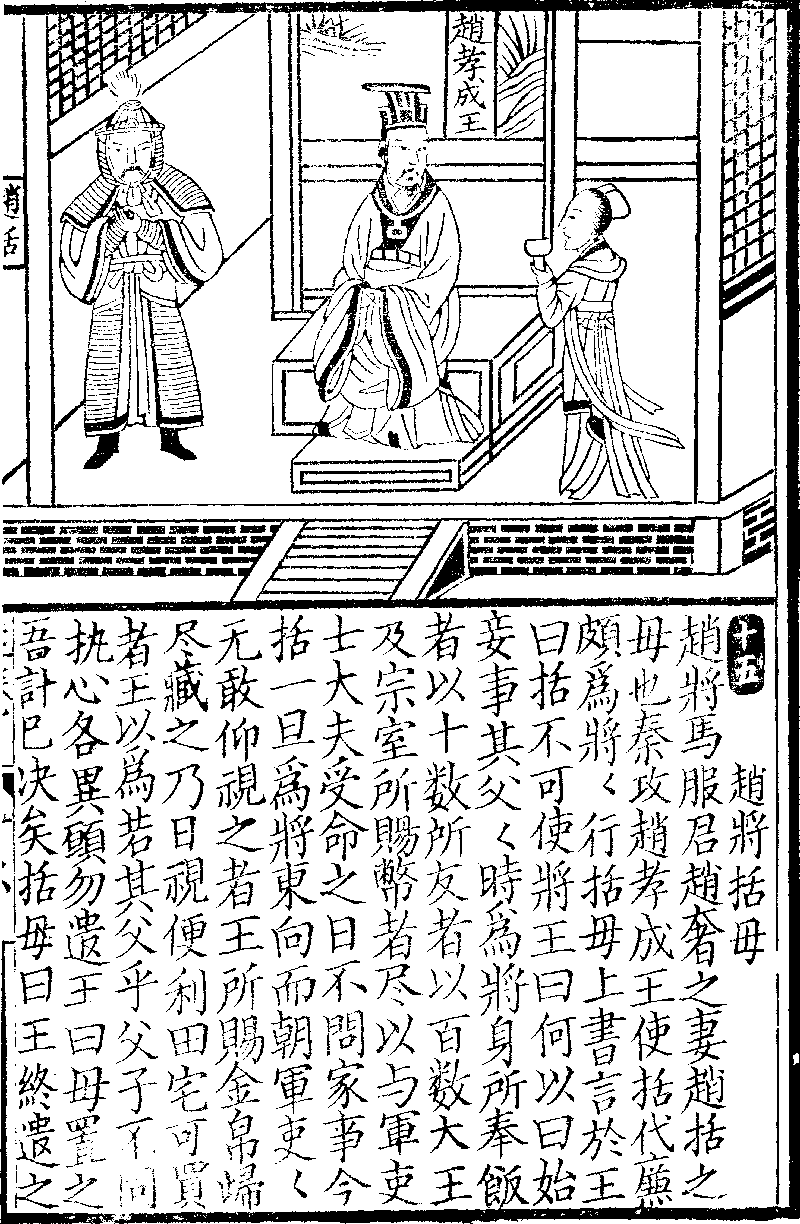
조 효성왕

조 효성왕(趙孝成王, ? ~ 기원전 245년)은 전국 시대 조나라의 왕이다. 이름은 단(丹)이다. 조 혜문왕의 아들이다.